# Antoniów (Radomsko)
Antoniów [pronunciación en polaco: /anˈtɔɲuf/] es un asentamiento en el distrito administrativo de Gmina Kodrąb, dentro del Distrito de Radomsko, Voivodato de Łódź, en Polonia central. Se encuentra aproximadamente 6 kilómetros al noroeste de Kodrąb, 12 kilómetros al noreste de Radomsko, y 73 kilómetros al sur de la capital regional, Łódź.